# Natale Vasco Jacoponi
Natale Vasco Jacoponi (Livorno, 24 dicembre 1901 – Livorno, 26 marzo 1963) è stato un politico, partigiano e sindacalista italiano.

## Biografia
Giovane militante socialista, nel 1921 aderisce alla neoformazione politica del Partito Comunista d'Italia. Nel 1924 viene eletto segretario della federazione giovanile comunista di Pisa e Livorno. Arrestato più volte dal 1926, viene infine confinato a Lipari. Riesce ad espatriare in Francia, venendo nuovamente arrestato nel 1940. Estradato in Italia viene nuovamente confinato sull'Isola di Ventotene. Liberato a seguito dell'armistizio di Badoglio, organizza le prime forze partigiane nel livornese. Arrestato nuovamente, viene internato dalle forze fasciste ignare del suo ruolo attivo nella lotta partigiana, nel carcere di Pisa, e successivamente di Modena. Liberato al termine del conflitto, assume il ruolo di responsabile sindacalista dei portuali di Livorno, entrando nel Consiglio esecutivo della CGIL.
Nel 1948 viene eletto deputato alla Camera nelle file del Partito Comunista Italiano, confermando il seggio anche nel 1953. Ricandidato alle elezioni politiche del 1958 con il PCI, non risulta eletto, ma diventa poi deputato della III legislatura subentrando ad Anselmo Pucci il 14 febbraio 1963, muore sei settimane dopo, il 26 marzo, all'età di 61 anni.